# Urbanitatis veteris
Urbanitatis veteris, en español "De la antigua civilización"  es la octogésima encíclica de León XIII, dirigida el 20 de noviembre de 1901 a los arzobispos y obispos de Grecia; en ella, además de recordar las glorias de Grecia y su aportación a la Iglesia, responde favorablemente a la petición del episcopado griego para que se establezca para los jóvenes clérigos un centro académico similar al Colegio de San Atanasio existente en Atenas para los jóvenes católicos.

## Contexto histórico
Tal como recoge la Catholic Encyclopedia, editada en 1913, prácticamente la totalidad de los católicos griegos pertenecen a la iglesia latina; estas comunidades eran sucesoras de las establecidas por los francos a través de la cruzadas y por los venecianos en su establecimiento en algunas partes de Grecia entre los siglos XIII al XV. Este origen, y la política de la monarquía griega que con su legislación ha dificultado el trabajo de los misioneros católicos; de hecho en ese momento, el arzobispo católico de Atenas no era reconocido por el Estado, aunque sí reconocía cinco obispos católicos.
En este contexto, la encíclica al insistir en el aprecio de la iglesia por la cultura y la historia griega, es una llamada a la plena integración de los católicos en el país; y en esa misma línea se sitúa el impulso -anunciado en la encíclica- de un seminario para los candidatos al sacerdocio en el que se asegure el conocimiento profundo de la lengua y de la literatura griega antes de pasar el estudio de la filosofía y la teología.

## Contenido de la encíclica
Urbanitatis veteris Grecia lumen atque omnium mater artium, post tot rerum casus ac tantas varietates fortunae, nihil tamen consenuit in memoria atque admiratione hominum; immo potius nemo adeo agrestis est, quin eius magnitudine gloriaque cogitanda moveatur.
Grecia, adorno de la civilización antigua y madre de todas las artes, incluso después de tantas desgracias en sus asuntos y de tan grande variedad de fortunas, no ha envejecido en absoluto en la memoria y en la admiración de los hombres; de hecho, nadie es tan incivilizado como para no conmoverse al reflexionar sobre su grandeza y gloria.
Íncipit de Urbanitatis veteris

Continua el papa exponiendo lo que la civilización debe a la literatura y la filosofía de la Grecia clásica; muestra de ello  la solicitud que ha puesto, en su pontificado, por restaurar y dar a conocer la filosofía de Santo Tomás, el más destacado discípulo de Aristóteles. Manifiesta también su aprecio por los ritos litúrgicos griegos, de modo que ha restaurado a su plan original el Colegio Romano de San Atanasio, para estudiantes del rito griego; y recuerda la reverencia debida a los Padres y Doctores griegos, con especial mención a los santos Cirilo y Metodio, a los que desde el comienzo de su pontificado decidió darles mayor honor.
Recoge también la encíclica un recuerdo por los papas de origen griego -Anacleto, Telesforo e Higinio- que con tanta valentía cuidaron de la Iglesia hasta sufrir martirio. Un recuerdo lleno de dolor y añoranza al pensar en la gran pérdida que supuso los posteriores conflictos que rompieron la unión entre griegos y latinos que tantos beneficios mutuos proporcionó.
Tras esta introducción entra el papa en el principal objeto de la encíclica; hace años fundó en Atenas un colegio donde los jóvenes católicos pudiesen formarse y aprender la lengua de Homero y Demóstenes. El 9 de septiembre los obispos de Grecia le habían pedido que se introduzca algo similar para la educación de los jóvenes clérigos.

Consideramos muy útil y oportuno que ese colegio de Atenas, que hemos mencionado, sea accesible también a los estudiantes de las ciencias sagradas. Allí podrán entregarse a la práctica de estudios humanos más refinados y no se les permitirá entrar en contacto con la teología o la filosofía antes de haber aprendido a fondo su lengua y literatura ancestrales en su propia principal ciudad. De este modo protegerán mejor la dignidad de su vocación y desempeñarán más útilmente su ministerio.
 Urbanitatis veteris

La misma buena voluntad de esta medida ha estado presente en los papas, como atestigua Pío V que promovió aquella alianza entre los príncipes cristiano que triunfó en la islas Equinadas, con el deseo no solo de defender Italia, sino de liberara a toda Grecia, aunque no lo consiguiese. Mucho más recientemente cuando los griegos intentaron librarse del dominio turco, aquellos que se vieron obligados a abandonar Grecia, Pio VII ordenó a sus estados que estuvieran abiertos a los refugiados. Con estos y otros recuerdos trata el papa de eliminar los prejuicios contra la unión con Roma que hechos antiguos pueden alimentar, pues .

los pueblos orientales no tienen nada que temer si se restablece la unión con la Iglesia romana: Grecia no perdería nada en absoluto, ni en su dignidad, ni en su dignidad. fama y todos sus adornos; es más, se obtendría un refuerzo no pequeño de su gloria.
 Urbanitatis veteris